# Shakespeare Memorial Theatre
Le Shakespeare Memorial Theatre est un ancien théâtre britannique en activité entre 1879 et 1926, propriété de la Royal Shakespeare Company à Stratford-upon-Avon dans le Warwickshire en Angleterre. Il était dédié au poète, dramaturge et écrivain William Shakespeare (1564-1616) qui est né et a fini ses jours dans cette ville.  

## Historique
Le Royal Shakespeare Theatre est inauguré le 23 avril 1879 en style pseudo Gothique par l’architecte William Frederick Unsworth (1851-1912) pour célébrer le 300e anniversaire de la naissance de Shakespeare, au bord de l'Avon. 

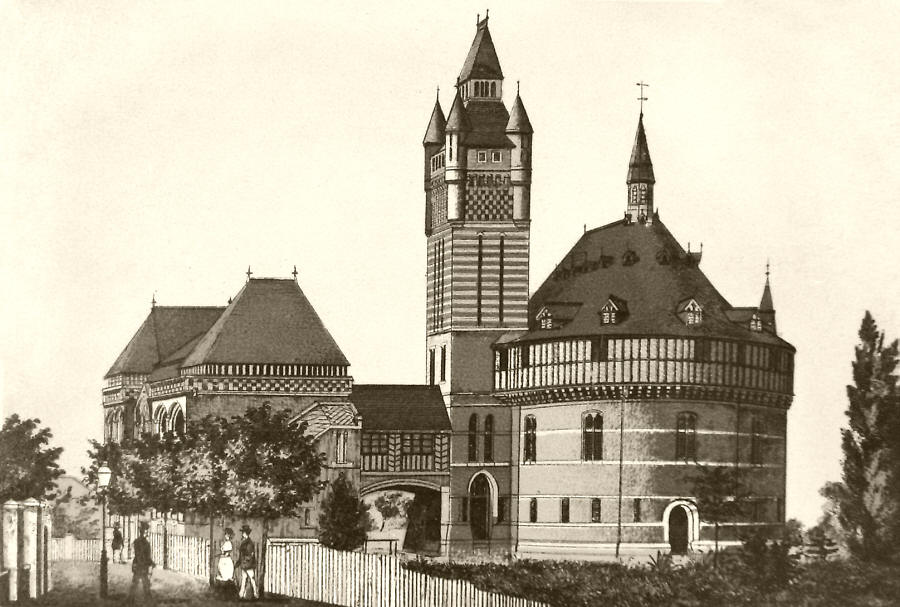
Ancienne estampe montrant une vue du théâtre.

Il est détruit par un incendie le 6 mars 1926.
Le 23 avril 1932 le Royal Shakespeare Theatre est construit sur son emplacement puis, en 1986, est bâti le Swan Theatre juste à côté.